# Districte de Massangena
El Districte de Massangena és un districte de Moçambic, situat a la província de Gaza. Té una superfície 10.351 kilòmetres quadrats. En 2007 comptava amb una població de 16.268 habitants. Limita al nord, a través del riu Save amb el districte de Machaze de la província de Manica, a l'est amb el districte de Mabote, de la província d'Inhambane, al sud amb els districtes de Chigubo i Chicualacuala i a l'oest amb Zimbabwe.

## Divisió administrativa
El districte està dividit en dos postos administrativos (Massangena i Mavue), compostos per les següents localitats:
- Posto Administrativo de Massangena
  - Chicumbo
  - Chizumbane
  - Cufamune
  - Mabonzo
  - Mbocoda
  - Maniange
  - Mapanhe
- Posto Administrativo de Mavue:
  - Mavue
  - Mucambene
  - Muzamane
  - Siquete